# Замок Данмор Східний
Замок Данмор Східний (англ. Dunmore East Castle, ірл. Caisleán an Dún Mór Thoir) — замок Дун Мор Тойр, Велика Фортеця Тойра — один із замків Ірландії, розташований у графстві Вотерфорд в однойменному місті Данмор. Замок норманського типу. Нині від замку лишилися руїни. Це популярне місце серед туристів. Замок розташований на західній стороні Вотерфордської гавані на південно-східному узбережжі Ірландії в баронстві Гаултір (Галл Тір). Назва баронства перекладається з ірландської як «Королівство чужинців». Назва виникла після того, як у цих місцях виникло спочатку поселення вікінгів, а потім володіння норманських феодалів.

## Історія замку Данмор Східний
Замок Данмор Східний був побудований біля 1200 року норманськими феодалами після англо-норманського завоювання Ірландії для захисту завойованих земель від непокірних ірландських кланів.
Ще в часи залізної доби (1000 р. до н. е. — 400 р. н. е.) тут було поселення й кельтська фортеця біля моря, яку називали Шанун. Назва найімовірніше походить від Ірландського Шон Вайх — Стара Сила чи Стара Печера. Потім це місце називали Чорний Нобб. І нині під цією горою є печера. Після того як норманські феодали тут збудували замок місце почали називати Дун Мор — Велика Фортеця. З давніх часів тут було селище рибалок.
У 1640 році цим замком володів лорд Повер Куррагмор. Він розбудував замок. Поруч стоїть давня церква святого Андрія. Під час війн XVII століття замок був майже повністю знищений — лишилися руїни однієї башти.
У XII столітті біля фортеці збудували церкву Кілеа (Кілл Аода). Руїни цієї церкви розташовані біля римо-католицької церкви Святого Хреста біля пагорба Кілле.
У книзі «Історія Вотерфорду» Чарльза Сміта згадуються ці місця й пишеться, що в 1745 році тут було лише селище рибалок. У 1812 році тут почали будувати порт. Будівництвом керував шотландський архітектор Олександр Німмо.